# Батрнек, Игнё
Игнё Батрнек (сербохорв. Ignjo Batrnek / Игњо Батрнек; 30 января 1923, Чепин — 26 февраля 1945, Осиек) — югославский хорватский партизан времён Народно-освободительной войны Югославии, Народный герой Югославии. Прославился тем, что во время диверсионных операций он постоянно переодевался в гестаповца и обманом вынуждал усташей и немцев складывать оружие.

## Биография
Игнё Батрнек родился 30 января 1923 в деревне Чепин под Осиеком. По профессии был крестьянином, некоторое время работал плотником. Родители — словаки, потомки переселенцев, перебравшихся в Хорватию за 160 лет до этого. С лета 1938 года Игнё увлёкся активно литературой, встречаясь с деятелями коммунистической партии.
На фронте Народно-освободительной войны с 1941 года. Будучи членом Союза коммунистической молодёжи Югославии, он не состоял в отряде, однако руководил диверсиями партизан: разрезал телефонные и телеграфные линий, прекращая связь Осиека с Чаково, сжигая запасы зерна и оставляя без продовольствия оккупационные силы, а также массово закупая оружие. С 1942 года Игнё был курьером, работая на дороге Осиек-Чепин. В начале 1943 года его приняли в Коммунистическую партию Югославии, в её Осиекский комитет, в котором он стал секретарём.
Под руководством Игнё ежедневно молодёжь из местечек Допсин, Чепин, Бобота, Брочанац, Биели-Брд собиралась в партизанские отряды. На территории, занятой усташами, Игнё также тайно действовал. В среде партизан он получил прозвище «Малый» (серб. Мали). При поддержке ударной группы он участвовал в ряде стычек: атаковал город Бизовац, вступал в бои с усташами в Мартинцах и Коритно, с гестаповцами в Крндии и Йовановце. В Йовановце он спас одного из своих товарищей, убив лично двух гестаповцев, после чего оба партизана переоделись в гестаповцев и взяли фабрику. Игнё также устраивал поджоги посевов в местечках Баре, Овчара и Допсин.
Игнё, пользуясь опытом боя с гестаповцами в Йовановце, переоделся однажды в гестаповского офицера, вынудил сложить оружие 25 хорватских домобранцев (в том числе и офицеров), после чего в Куделяре поджёг фабрику. Вскоре Игнё продолжил диверсии, переодеваясь каждый раз в гестаповца: во Владиславцах он захватил лично в плен группу немцев и взорвал их грузовой автомобиль, после чего разоружил пять домобранцев, а в 15 часов дня в Осиеке схватил пять полицаев. В Чепине (9 км к юго-западу от Осиека) его тридцать партизан неожиданно разгромили 90 усташей, что породило легенды о неуязвимом «товарище Малом». После нападения на Чепин он собрал ещё около полутора сотни молодых партизан, разгромил роту усташей и взял в плен 30 домобранцев. В Йосиповце он захватил трудовой лагерь, выведя оттуда около сотни фольксдойче и отправив их в Звечево. В Славонии он проявил себя как один из самых мужественных бойцов.
В конце 1944 и начале 1945 года комитет перебрался в Бачку, на освобождённую территорию, а Игнё остался с группой солдат в Осиеке, где в трудных условиях держал оборону. В лесу около Копривницы его чуть не схватили в плен, и Игнё вынужден был весь день простоять в водах реки Вука. Уже ближе к концу войны в Осиеке разузнали о местонахождении Батрнека и отправили против него карательный отряд. В пригороде Зелено-Поле Игнё держал оборону 26 февраля 1945. Когда его бойцы были перебиты, он подпустил усташей поближе и подорвал себя гранатой. Останки тела Игнё висели на ближайшем перекрёстке в течение трое суток: усташи надеялись, что это запугает партизан.
24 июля 1953 Игнё был посмертно награждён Орденом и званием Народного героя Югославии.